# Erica parkeri
Erica parkeri är en ljungväxtart som först beskrevs av John Gilbert Baker, och fick sitt nu gällande namn av Laurence J. Dorr och E. G. H. Oliv. Erica parkeri ingår i släktet klockljungssläktet, och familjen ljungväxter. Inga underarter finns listade i Catalogue of Life.